# Carlos III de Alençon

Carlos III de Valois (¿?, 1337 - Lyon , 5 de julio de 1375). Noble francés, conde de Alençon y de Perche y arzobispo de Lyon. Era el primogénito de Carlos II y de María de La Cerda. Era bisnieto de Felipe III el Atrevido, nieto del conde Carlos de Valois y sobrino de Felipe VI.
Sucedió a su padre tras el deceso de este en la Batalla de Crécy en 1346, en 1361 abdicó sus títulos en sus hermanos Pedro y Roberto para así dedicarse a la vida religiosa.
Fue nombrado arzobispo de Lyon en 1365 por acuerdo entre el papa y el rey, que quería solucionar el problema que se había generado con la reciente elección de un antipapa. Alençon se mostró firme en la postura de la superioridad de la iglesia contra el poder real.
| Predecesor: Carlos II | Conde de Alençon 1346 - 1367 | Sucesor: Pedro II |

- Datos: Q185496